# Toluidin
Postoje tri izomera toluidina. Oni su o-toluidin, m-toluidin, i p-toluidin. o- označava orto-, m- označava meta- , i p- označava para- . Sva tri izomera su arilni amini čija hemijske strukture su slične anilinu, izuzev što je metil grupa supstituisana na benzenovom prstenu. Izomeri se razlikuju po poziciji metil grupe (–CH3) na prstenu relativno na amino funkcionalnu grupu (–NH2); pogledajte ilustraciju hemijskih struktura ispod.
| Izomeri toluidina               | Izomeri toluidina   | Izomeri toluidina   | Izomeri toluidina   |
| ------------------------------- | ------------------- | ------------------- | ------------------- |
| Trivijalno ime                  | o-toluidin          | m-toluidin          | p-toluidin          |
| Druga imena                     | o-metilanilin       | m-metilanilin       | p-metilanilin       |
| Hemijsko ime                    | 2-metilanilin       | 3-metilanilin       | 4-metilanilin       |
| Hemijska formula                | C7H9N               | C7H9N               | C7H9N               |
| Molekulska masa                 | 107.17 g/mol        | 107.17 g/mol        | 107.17 g/mol        |
| Temperatura staklene tranzicije | 189 K               | 187 K               | [no glass former]   |
| Tačka topljenja                 | −23 °C              | −30 °C              | 43 °C               |
| Tačka ključanja                 | 199–200 °C          | 203–204 °C          | 200 °C              |
| Gustina                         | 1.00 g/cm3          | 0.98 g/cm3          | 1.05 g/cm3          |
| Magnetna susceptibilnost        | 76.0 x 10-6 cm3/mol | 74.6 x 10-6 cm3/mol | 72.1 x 10-6 cm3/mol |
| CAS broj                        | [95-53-4]           | [108-44-1]          | [106-49-0]          |
| SMILES                          | Cc1ccccc1N          | Cc1cccc(N)c1        | Cc1ccc(N)cc1        |
|                                 |                     |                     |                     |
|                                 |                     |                     |                     |

Hemijska svojstva toluidina su sasvim različita od anilina. Toluidini imaju svojstva koja su zajednička sa drugim aromatičnim aminima. Pošto je amino grupa vezana za aromatični prsten, toluidini su slabo bazni. Toluidini su slabo rastvorni u čistoj vodi, ali se dobro rastvaraju u kiseloj vodi usled formiranja amonijum soli, što je uobičajeno za organske amine. orto- i meta-toluidini su viskozne tečnosti, dok je para-toluidin pahuljasta čvrsta materija. Ta razlika je povezana sa činjenicom da su p-toluidinski molekuli u većoj meri simetrični. p-Toluidin se može dobiti pomoću redukcije p-nitrotoluena. p-Toluidin reaguje sa formaldehidom čime se formira Trogerova baza.

## Upotreba i zastupljenost
Orto izomer se formira u najvećoj meri. Njegova primarna primena je kao prekurzor za pesticide metolahlor i acetohlor. Drugi toluidinski izomeri se koriste u proizvodnji boja. Oni su komponenta akceleratora za cijanoakrilatne lepkove.
Kod nekih pacijenata o-toluidin je metabolit prilokaina, što može da uzrokuje metemoglobinemiju.

## Spoljašnje veze
- MSDS Архивирано на веб-сајту  (1. август 2017)
- o-Toluidine, m-Toluidine, p-Toluidine CDC – NIOSH Pocket to Chemical Hazards